# Helius (Helius) araucariae
Helius (Helius) araucariae is een tweevleugelige uit de familie steltmuggen (Limoniidae). De soort komt voor in het Neotropisch gebied.